# Вопрос о молдавской идентичности
Проблема молдавской идентичности — это вопрос идентификации молдаван как отдельной нации или субэтнической группы румын. Отдельной проблемой является языковой вопрос, то есть считать молдавский язык разновидностью румынского или отдельным языком.

## Опросы
Согласно опросу 2002 года, который проводил Пол Колсто, процент относивших себя к румынам в Молдавии был очень низким: лишь 12 из 762 людей идентифицировали себя как румыны (Группа не брала интервью у жителей Приднестровья). На вопрос, отличаются ли молдаване от румын, 26 % ответили «очень разные», 55 % «несколько различаются», и только 5 % не видели никакой разницы. Остальные колебались. В то же время, 53,5 % не отмечали никакой разницы между молдавским и румынским языками, 33,3 % назвали их несколько разными, 5 % не увидело разницы. Было установлено, что в межвоенный период много румын ассимилировалось среди молдавского населения. Опрос 2009 года, проводившийся IMAS-Inc Chisinau, был проведён с целью узнать оценку населения касаемо схожести румын и молдаван по шкале от 1 (Абсолютно идентичны) до 5 (Абсолютно разные). 26 % утверждало, что румыны и молдаване абсолютно одинаковы или очень схожи, а 47 % — что абсолютно разные. При опросе значительную роль имел возраст, место проживания и уровень образования опрошенных (молодёжь, городские жители и люди с высшим образованием значительно чаще не видели разницы).

## Языковой вопрос
До 2013 года государственный язык в Молдавии идентифицировался как молдавский, хотя декларация о независимости Молдавии с самого начала установила его как румынский. В школьной программе 2012-23 годов выделены такие предметы как «Limba și literatura română» (Румынский язык и литература) и «Istoria românilor și universală» (Всеобщая история и история Румынии).
В 2013 году Конституционный суд Молдавии постановил, что Декларация независимости имеет приоритет над установленной Конституцией и установил в качестве государственного языка румынский. Молдавский язык является одним языком с румынским с лингвистической точки зрения, поэтому большинство современных лингвистов не выделяет его отдельно, считая диалектом или разновидностью румынского (дакорумынского), либо рассматривая «румынский» и «молдавский» как разные названия (лингвонимы) одного языка.
Чтобы избежать языковых конфликтов, в Молдавии используется термин «limba de stat» (государственный язык).

## История
Молдавия продолжительное время была зависимой территорией в политическом плане: сначала она была под протекторатом Галицко-Волынского княжества — позже стала независимым государством, которое со временем стало административной единицей в составе Османской империи. Ещё позднее Молдавия попала под политический контроль Российской империи.
Молдавия была частью Румынского государства 22 года (1918—1940).
Путешественники, посещавшие Молдавию в XVI веке, упоминали, что её жители называли себя румынами и верили, что происходят от римлян из Италии.